# Niedermodern
Niedermodern is een gemeente in het Franse departement Bas-Rhin (regio Grand Est) en telt 724 inwoners (2004). 
Tot 1 januari 2015 maakte deel uit van het kanton Bouxwiller en het arrondissement Saverne. Samen met Pfaffenhoffen werd Niedermodern overgeheveld naar het arrondissement Haguenau, dat werd hernoemd naar het arrondissement Haguenau-Wissembourg, en de gemeentes werden ingedeeld bij het nieuw gevormde kanton Reichshoffen.

## Geografie
De oppervlakte van Niedermodern bedraagt 4,4 km², de bevolkingsdichtheid is 164,5 inwoners per km².
De onderstaande kaart toont de ligging van Niedermodern met de belangrijkste infrastructuur en aangrenzende gemeenten.

## Demografie
Onderstaande figuur toont het verloop van het inwonertal (bron: INSEE-tellingen).